# Эстрада, Каталина
Катали́на Эстра́да Карваха́ль (исп. Catalina Estrada Carvajal; род. 11 октября 1998, Сан-Карлос) — коста-риканская футболистка, защитница российского клуба «Зенит» (Санкт-Петербург) и нападающая сборной Коста-Рики.

## Ранняя жизнь
Родилась в кантоне Сан-Карлос, четвёртой из четырнадцати детей. Начала играть в футбол в семилетнем возрасте. Оттачивала игровые навыки вместе с мальчиками в команде «Агуа Заркас».

## Клубная карьера
С 2015 по 2018 год выступала за местный женский клуб «Сан-Карлос». В 2019 году, поддерживаемая одной из сестёр, переехала в столицу Коста-Рики Сан-Хосе и приняла приглашение аффилиата клуба «Депортиво Саприсса». Поскольку в стране отсутствует профессиональная женская футбольная лига, все коста-риканские команды соответствующего профиля считаются любительскими.
Дебютировала в профессиональном футболе в 2023 году, присоединившись к аффилиату мексиканского клуба «Крус Асуль». В сезоне 2023/2024 годов провела 8 матчей и забила 3 гола.
14 марта 2024 года вместе с другой коста-риканской футболисткой Присцилой Шиншиллой перешла в клуб «Зенит» (Санкт-Петербург). Первый матч за «Зенит» сыграла 18 мая 2024 года против «Чертаново». В составе «Зенита» стала чемпионкой России 2024 года.

## Карьера в сборной
В 2018 году провела 2 матча за юношескую сборную Коста-Рики U-20. Дебютировала в национальной команде 15 июня 2021 года в товарищеском матче с Гватемалой, закончившемся победой коста-риканок со счётом 4:1. Была включена в состав сборной Коста-Рики на чемпионате мира по футболу среди женщин 2023, но в ходе турнира на поле не выходила.